# سیریس
سیریس (به ایتالیایی: Siris) یک کومونه در ایتالیا است که در استان اریستانو واقع شده‌است.

## خصوصیات
سیریس ۶٫۰ کیلومترمربع مساحت و ۲۳۵ نفر جمعیت دارد.